# 圣保罗三堡城
圣保罗三堡城（法語：Saint-Paul-Trois-Châteaux，法語發音：[sɛ̃ pɔl tʁwa ʃato]），法国东南部城市，奥弗涅-罗讷-阿尔卑斯大区德龙省的一个市镇，隶属于尼永斯区，其市镇面积为22.04平方公里，2022年1月1日时人口数量为8,776人，在法国城市中排名第1,202位。
圣保罗三堡城位于德龙省西南部，罗讷河谷左岸的一处平原地带，南接沃克吕兹省，是特里卡斯坦地区的历史首府，现为一个区域性的中心城市，特里卡斯坦核电站位于其境内。

## 地名来源
圣保罗三堡城一名的来源尚有待进一步考证，根据当地旅游局网站的论述，“Trois-Châteaux”转写自拉丁语“Tricastri”，后者为“Tricastin”的误写。法国大革命期间，因其原名含有宗教色彩，“Saint-Paul-Trois-Châteaux”被一度更名为“Paulfontaine”。
圣保罗三堡城所处区域历史上曾通行奥克语普罗旺斯方言，“Saint-Paul-Trois-Châteaux”在奥克语维基百科及Openstreetmap中对应的拼写为“Sant Paul de Tricastin”。
尽管译名为“圣保罗三堡城”，但其原名“Saint-Paul-Trois-Châteaux”中并不含“城”之意。此外，因翻译标准不同，“Saint-Paul-Trois-Châteaux”在部分中文资料中被译为圣保罗特鲁瓦沙托。

## 历史

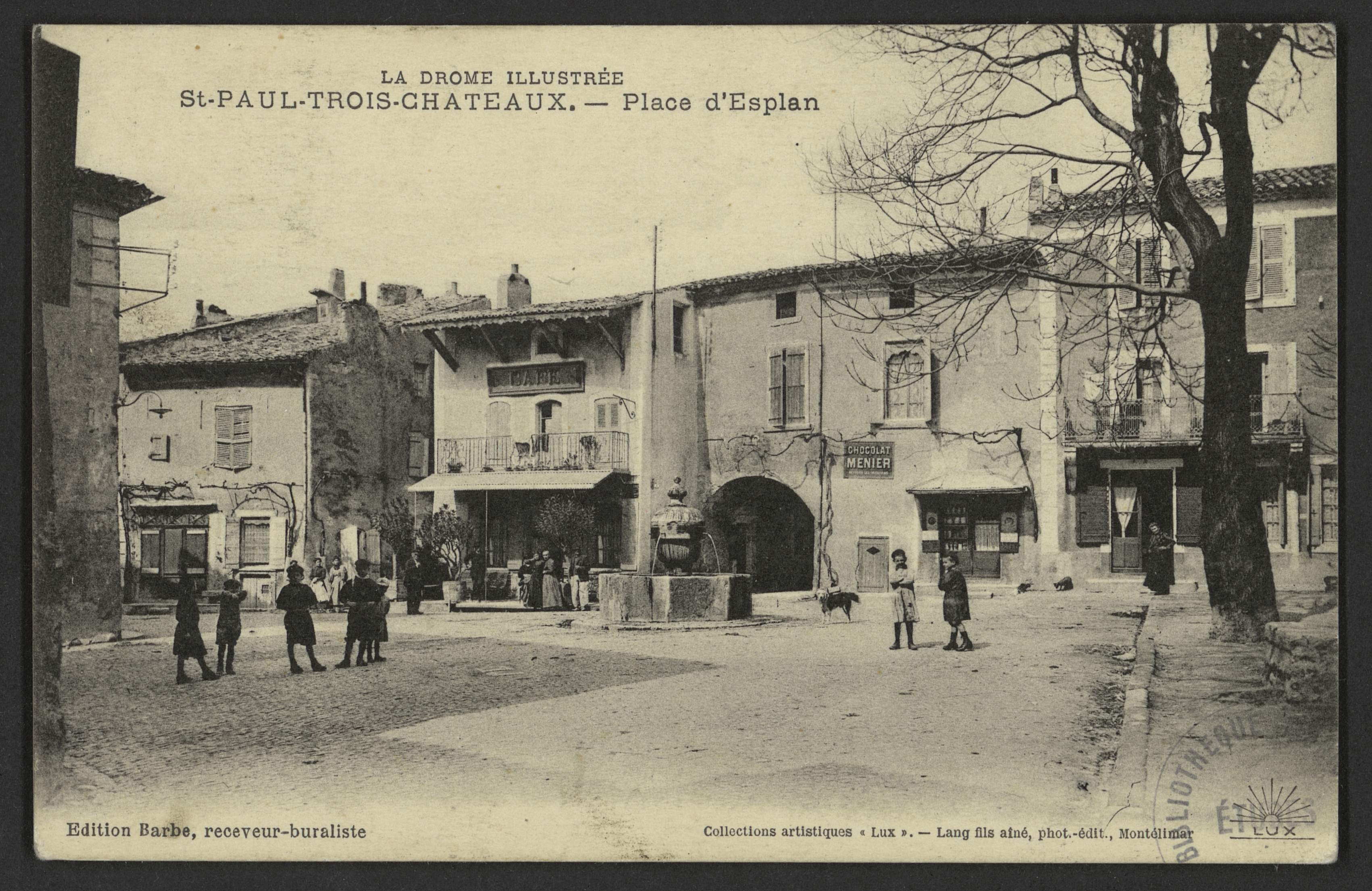
20世纪初的圣保罗三堡城镇中心

圣保罗三堡城是德龙省内建城历史最长的城市之一，根据当地博物馆网站的论述，圣保罗三堡城境内的莱穆兰街区（Les Moulins）有一处面积达四公顷的城池遗址，经确认其建成年代可追溯至公元前6000年，其城内有石磨、牲畜养殖场等设施。罗马人入侵后，将此地改建为一处奥皮杜姆，并命名为，成为纳博讷高卢的一部分。此后，圣保罗三堡城被设立为一处主教座，艾克斯的西多尼乌斯可能是当地的首位主教。中世纪时，圣保罗三堡城长期为一处宗教中心，当地现存的城墙建于公元12世纪。中世纪末时，圣保罗三堡城出现了医院骑士团教会。随着罗讷河航运的兴起以及河谷农业用地的开辟，特里卡斯坦地区的经济重心逐渐由圣保罗三堡城转移至更靠近罗讷河的皮埃尔拉特。启蒙运动期间，圣保罗三堡城境内出现了多处贵族私人宅邸。法国大革命后，圣保罗三堡城成为德龙省的一个市镇。工业革命期间，途径圣保罗三堡城的皮埃尔拉特—尼永斯铁路建成通车，后于1940年停止客运服务，并于1951年彻底废弃。1952年，途径圣保罗三堡城的栋泽尔-蒙德拉贡运河建成，该河右岸的特里卡斯坦核电站自1980年起投入使用，后者成为法国的第二个商业核电站。

## 地理

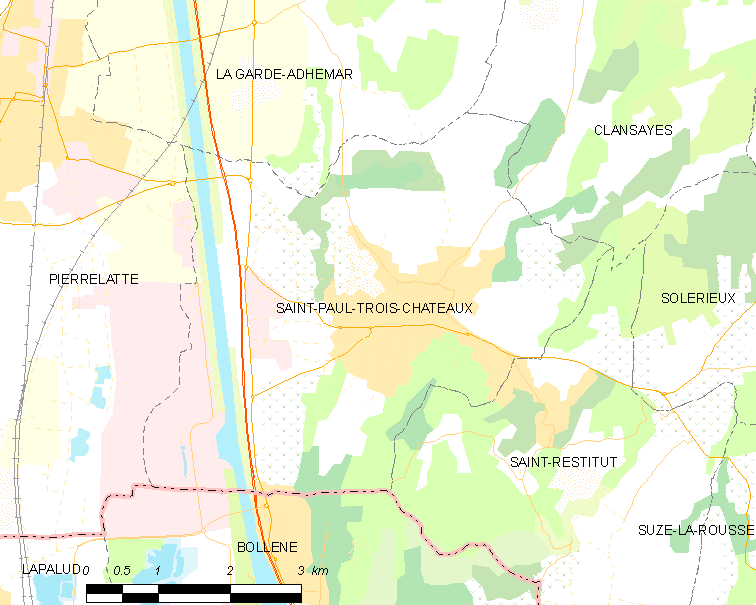
圣保罗三堡城市镇范围地图

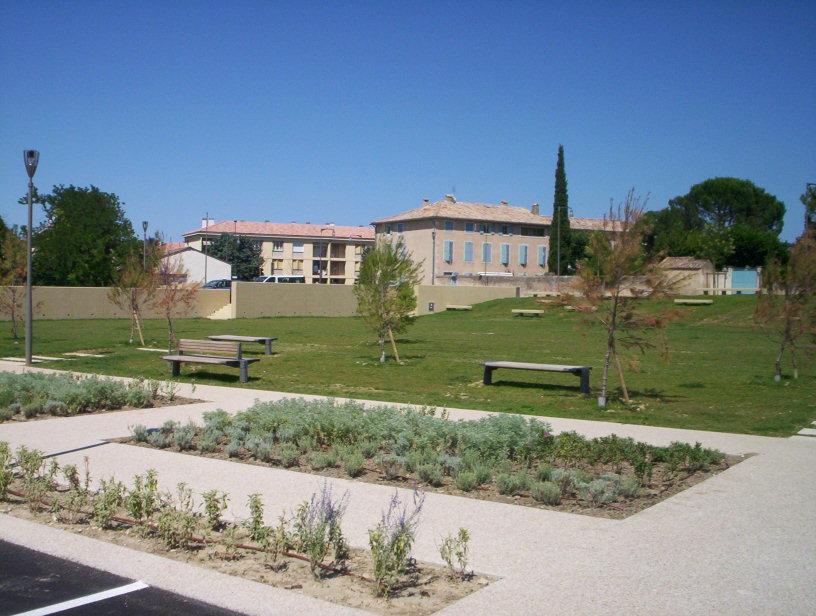
一处城市绿地

圣保罗三堡城位于法国东南部，奥弗涅-罗讷-阿尔卑斯大区南部和德龙省西南部，距离省会瓦朗斯大约77公里。与圣保罗三堡城接壤的市镇包括：皮埃尔拉特、拉加尔德阿代马尔、克朗赛、圣雷斯蒂蒂和博莱讷。

### 地形
圣保罗三堡城位于罗讷河谷平原腹地，境内以平原为主，市镇中心地势较为平坦，南侧为丘陵，全境海拔在49到290米之间。

### 水文
圣保罗三堡城位于罗讷河流域范围内，一条名叫“Roubine”的小河自东向西流经镇中心。人工开凿的栋泽尔-蒙德拉贡运河从市区西侧穿过，其水量通过同名水坝控制。

### 植被
圣保罗三堡城属于温带阔叶混交林区，林地散落分布于市区内多个街区，以及市镇范围南部的丘陵地带。
在鲜花城市的评比中，圣保罗三堡城被评为2星级鲜花城市。

### 气候
圣保罗三堡城在柯本气候分类法中属于带有温带特征的地中海气候。
距离圣保罗三堡城最近的常年气象站位于皮埃尔拉特境内，以下为该气象站的数据（其中日照数据取自蒙特利马尔气象站；最高气温6月和7月数据取自2016年12月建立的圣保罗三堡城气象站）：
| 皮埃尔拉特 1981年－2019年 | 皮埃尔拉特 1981年－2019年 | 皮埃尔拉特 1981年－2019年 | 皮埃尔拉特 1981年－2019年 | 皮埃尔拉特 1981年－2019年 | 皮埃尔拉特 1981年－2019年 | 皮埃尔拉特 1981年－2019年 | 皮埃尔拉特 1981年－2019年 | 皮埃尔拉特 1981年－2019年 | 皮埃尔拉特 1981年－2019年 | 皮埃尔拉特 1981年－2019年 | 皮埃尔拉特 1981年－2019年 | 皮埃尔拉特 1981年－2019年 | 皮埃尔拉特 1981年－2019年 |
| 月份                      | 1月                       | 2月                       | 3月                       | 4月                       | 5月                       | 6月                       | 7月                       | 8月                       | 9月                       | 10月                      | 11月                      | 12月                      | 全年                      |
| ------------------------- | ------------------------- | ------------------------- | ------------------------- | ------------------------- | ------------------------- | ------------------------- | ------------------------- | ------------------------- | ------------------------- | ------------------------- | ------------------------- | ------------------------- | ------------------------- |
| 历史最高温 °C（°F）       | 20.6 (69.1)               | 21.9 (71.4)               | 26.6 (79.9)               | 29.9 (85.8)               | 33.8 (92.8)               | 41.6 (106.9)              | 40.5 (104.9)              | 41.1 (106.0)              | 37 (99)                   | 30 (86)                   | 24.9 (76.8)               | 19.7 (67.5)               | 41.1 (106.0)              |
| 平均高温 °C（°F）         | 9 (48)                    | 10.8 (51.4)               | 14.9 (58.8)               | 17.9 (64.2)               | 22.6 (72.7)               | 26.7 (80.1)               | 30 (86)                   | 29.4 (84.9)               | 24.6 (76.3)               | 19.2 (66.6)               | 12.9 (55.2)               | 9.2 (48.6)                | 18.9 (66.0)               |
| 日均气温 °C（°F）         | 5.3 (41.5)                | 6.6 (43.9)                | 9.9 (49.8)                | 12.6 (54.7)               | 16.9 (62.4)               | 20.8 (69.4)               | 23.7 (74.7)               | 23.3 (73.9)               | 19.2 (66.6)               | 14.8 (58.6)               | 9.3 (48.7)                | 6 (43)                    | 14 (57)                   |
| 平均低温 °C（°F）         | 1.7 (35.1)                | 2.4 (36.3)                | 4.9 (40.8)                | 7.3 (45.1)                | 11.2 (52.2)               | 14.9 (58.8)               | 17.5 (63.5)               | 17.2 (63.0)               | 13.9 (57.0)               | 10.4 (50.7)               | 5.7 (42.3)                | 2.7 (36.9)                | 9.2 (48.6)                |
| 历史最低温 °C（°F）       | −12.5 (9.5)               | −9.2 (15.4)               | −8.7 (16.3)               | −3.5 (25.7)               | 1.1 (34.0)                | 4.8 (40.6)                | 9.6 (49.3)                | 8.7 (47.7)                | 3 (37)                    | −1.3 (29.7)               | −5.8 (21.6)               | −9.7 (14.5)               | −12.5 (9.5)               |
| 平均降水量 mm（）         | 54.1 (2.13)               | 39.4 (1.55)               | 42.5 (1.67)               | 70.9 (2.79)               | 70.1 (2.76)               | 47 (1.9)                  | 39 (1.5)                  | 49.6 (1.95)               | 93.7 (3.69)               | 116.6 (4.59)              | 87.3 (3.44)               | 60.6 (2.39)               | 770.8 (30.35)             |
| 月均日照時數              | 104.9                     | 134.5                     | 200                       | 214.6                     | 255.3                     | 295.5                     | 327.3                     | 293.6                     | 224.5                     | 152.3                     | 110.3                     | 92.1                      | 2,404.9                   |
| 来源：infoclimat.fr       |                           |                           |                           |                           |                           |                           |                           |                           |                           |                           |                           |                           |                           |

## 行政区划
圣保罗三堡城的市镇编号为26324，邮政编号为26130。
在行政管理方面，圣保罗三堡城隶属于法国奥弗涅-罗讷-阿尔卑斯大区德龙省尼永斯区；在地方选举方面，圣保罗三堡城隶属于特里卡斯坦县，其市镇范围全境被划入德龙省第三选区；在社会管理方面，圣保罗三堡城是德龙南普罗旺斯市镇公共社区的组成部分。
截至2023年6月，圣保罗三堡城市镇范围内暂无城市敏感街区及城市政策优先街区。
法国国家统计与经济研究所（简称）在进行数据统计时，将圣保罗三堡城及相邻的另外一个市镇设为圣保罗三堡城城市核心区（Unité urbaine de Saint-Paul-Trois-Châteaux）以及圣保罗三堡城城市区（Aire urbaine de Saint-Paul-Trois-Châteaux）。自2020年起，圣保罗三堡城城市区被撤销，圣保罗三堡城被划入包含17个市镇的皮埃尔拉特城市辐射区。此外，还将圣保罗三堡城市镇分为了3个“块区”（IRIS），以便于统计人口分布情况。

## 交通

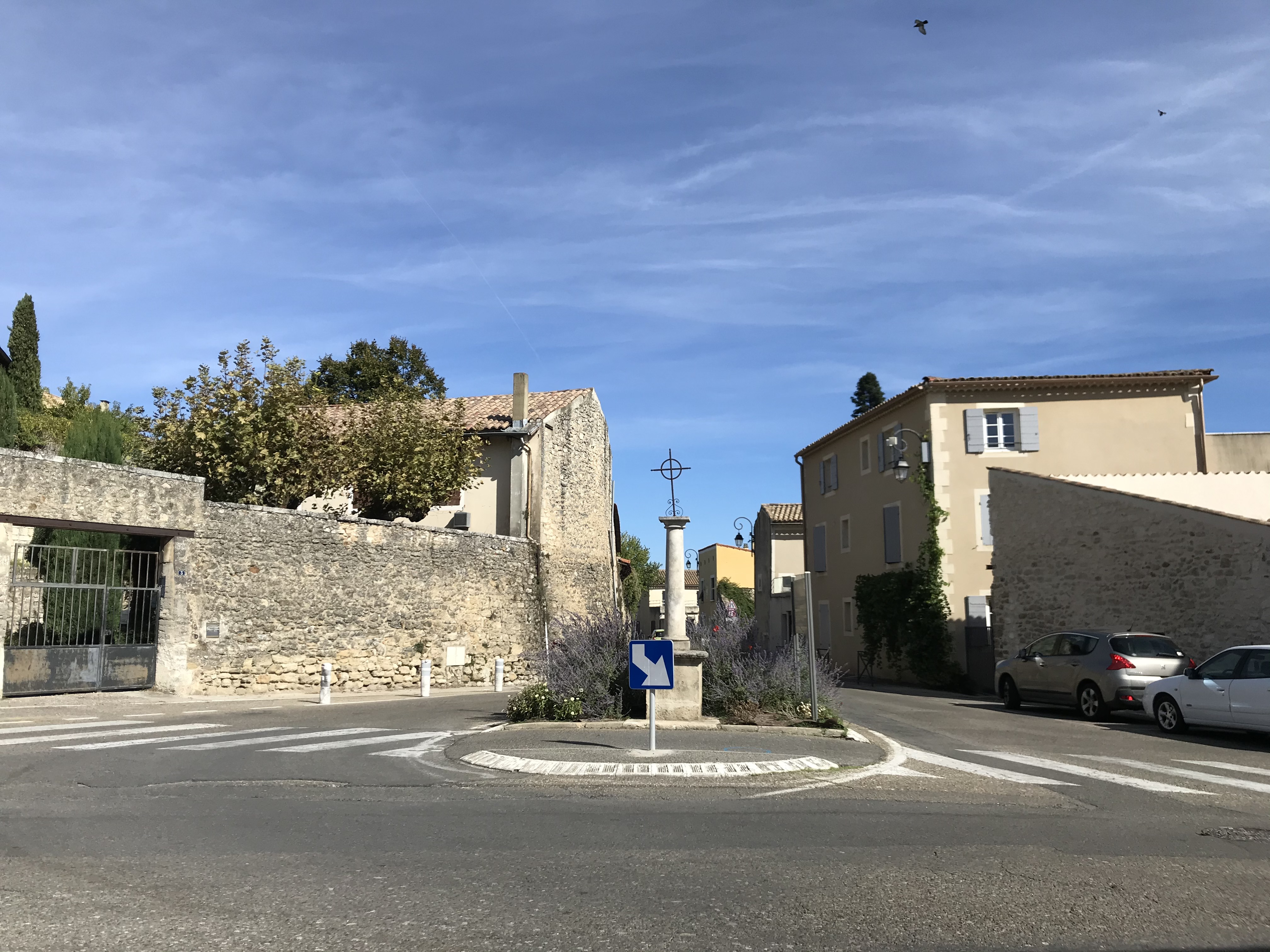
瓦洛里街口

### 公路
A7高速公路经过圣保罗三堡城市区西部，但未在其境内设有出入口；德龙省省道D59线、D71线、D133线、D158线和D859线在圣保罗三堡城境内交汇。奥弗涅-罗讷-阿尔卑斯大区下属的城际客运提供巴士线路，可前往周边部分市镇。
| 19 | 9 |

| 瓦朗斯 | 76 |

| 蒙特利马尔 | 28 |

| 圣昂代奥勒堡 | 13 |

2019年，78.7%的圣保罗三堡城家庭拥有至少一辆私人汽车。2019年，圣保罗三堡城境内共发生各类交通事故4起，造成5人受伤，其中1人重伤。

### 铁路
圣保罗三堡城位于皮埃尔拉特—尼永斯铁路上，该铁路已废弃。
距离圣保罗三堡城最近的运营中的客运铁路车站为8公里外的皮埃尔拉特站，该站停靠往返于里昂和马赛之间的区域列车。

### 航空
距离圣保罗三堡城最近的民用航空站为67公里外的阿维尼翁机场。

### 城市公共交通
截至2023年6月，圣保罗三堡城暂无城市公共交通系统。

## 政治

### 市政内阁

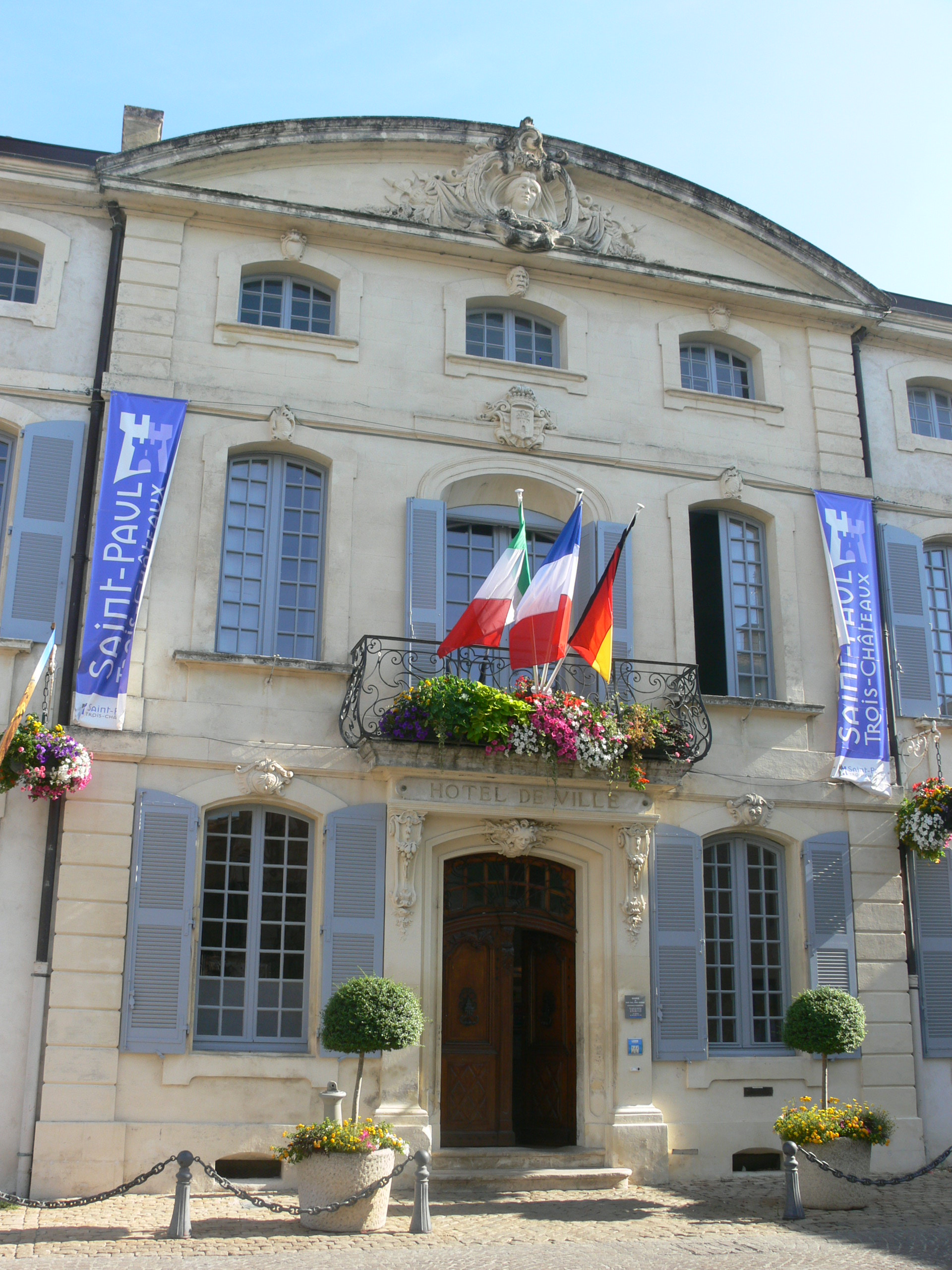
圣保罗三堡城市政厅

圣保罗三堡城的现任市长为让-米歇尔·卡泰利努瓦先生（Jean-Michel CATELINOIS），他是一名中间派，在2020年的市政选举中获得了66.19%的支持率。
| 圣保罗三堡城历届市长 | 圣保罗三堡城历届市长                        | 圣保罗三堡城历届市长              |
| 任期                 | 市长                                        | 党派                              |
| -------------------- | ------------------------------------------- | --------------------------------- |
| 1945年－1947年       | Louis POMMIER 路易·波米耶                   | 不详                              |
| 1947年－1956年       | Charles CHAUSSY 夏尔·绍西                   | 不详                              |
| 1956年－1959年       | Georges FONTAINE 乔治·方丹                  | SFIO工人国际法国支部              |
| 1959年－1989年       | Marcel GONY 马塞尔·戈尼                     | UDF法国民主联盟                   |
| 1989年－2001年       | Michel ESCALON 米歇尔·埃斯卡隆              | PS社会党                          |
| 2001年－2008年       | Claude GERFAUD 克洛德·热尔福                | UMP人民运动联盟                   |
| 2008年－             | Jean-Michel CATELINOIS 让-米歇尔·卡泰利努瓦 | PS社会党 →LREM复兴 →DVC混杂中间派 |

### 各级选举
| 圣保罗三堡城历届投票选举结果 | 圣保罗三堡城历届投票选举结果 | 圣保罗三堡城历届投票选举结果 | 圣保罗三堡城历届投票选举结果 | 圣保罗三堡城历届投票选举结果   | 圣保罗三堡城历届投票选举结果 | 圣保罗三堡城历届投票选举结果 | 圣保罗三堡城历届投票选举结果   | 圣保罗三堡城历届投票选举结果 | 圣保罗三堡城历届投票选举结果 |
| 选举项目                     | 选举范围                     | 选区单位                     | 选区单位内的选举结果         | 选区单位内的选举结果           | 选区单位内的选举结果         | 选区单位内的选举结果         | 选区单位内的选举结果           | 选区单位内的选举结果         | 参考资料                     |
| 选举项目                     | 选举范围                     | 选区单位                     | 第一轮胜出者                 | 第一轮胜出者                   | 支持率                       | 第二轮胜出者                 | 第二轮胜出者                   | 支持率                       | 参考资料                     |
| ---------------------------- | ---------------------------- | ---------------------------- | ---------------------------- | ------------------------------ | ---------------------------- | ---------------------------- | ------------------------------ | ---------------------------- | ---------------------------- |
| 2017年法國總統選舉           | 法國                         | 市镇                         |                              | 玛丽娜·勒庞                    | 26.38%                       |                              | 埃马纽埃尔·马克龙              | 58.38%                       | [ 30 ]                       |
| 2017年法国立法选举           | 德龙省第三选区               | 市镇                         |                              | 塞莉娅·拉韦涅                  | 34.86%                       |                              | 塞莉娅·拉韦涅                  | 51.97%                       | [ 30 ]                       |
| 2019年欧洲议会选举           | 法國                         | 市镇                         |                              | 若尔当·巴尔代拉                | 27.13%                       | （不适用）                   | （不适用）                     | （不适用）                   | [ 32 ]                       |
| 2021年法国省级选举           | 德龙省                       | 县                           |                              | 法比安·利蒙塔 玛丽-皮埃尔·穆东 | 52.63%                       |                              | 法比安·利蒙塔 玛丽-皮埃尔·穆东 | 72.56%                       | [ 33 ]                       |
| 2021年法国省级选举           | 德龙省                       | 市镇                         |                              | 法比安·利蒙塔 玛丽-皮埃尔·穆东 | 47.51%                       |                              | 法比安·利蒙塔 玛丽-皮埃尔·穆东 | 74.57%                       | [ 33 ]                       |
| 2021年法国大区选举           |                              | 市镇                         |                              | 洛朗·沃基耶                    | 33.32%                       |                              | 洛朗·沃基耶                    | 51.86%                       | [ 34 ]                       |
| 2022年法国总统选举           | 法國                         | 市镇                         |                              | 玛丽娜·勒庞                    | 26.34%                       |                              | 埃马纽埃尔·马克龙              | 51.05%                       | [ 30 ]                       |
| 2022年法国立法选举           | 德龙省第三选区               | 市镇                         |                              | 玛丽·波雄                      | 23.95%                       |                              | 塞莉娅·拉韦涅                  | 53.43%                       | [ 30 ]                       |

## 人口
2020年，圣保罗三堡城市镇人口数量为8,731，在法国排名第1,202位。其中男性4,097人，女性4,639人，75岁及以上人口占9.2%，外籍人口数量为400人，人口密度为396人/平方公里，当地居民被称为（男性）或（女性）。2020年，圣保罗三堡城境内出生90人，死亡人口74人。
| 圣保罗三堡城1901年－2020年人口变化情况 |
|                                        |
| 数据来源：Cassini、INSEE               |

## 经济
圣保罗三堡城是一个区域性的中心城市。截至2023年6月，圣保罗三堡城市镇范围内共有各类用人单位（包含自雇）1,384家，平均历史为15年，其中99.01%为中小型企业（PME），2023年4月至6月间，当地的经济活力指数为0。（电气设备安装）、（印刷）及（工业组装）是当地2021年营业额最高的三个企业，分别为9,607,139欧元、8,168,413欧元和7,254,977欧元。

## 财政与居民收入
2021年，圣保罗三堡城的财政收入总额为22,759,700欧元，财政支出总额为17,722,800欧元，当年的债务总额为9,661,380欧元。2021年，圣保罗三堡城市镇通过增值税获得868,220欧元的收入，此外当地还共获得了444,220欧元的国家直接财政补助。
2020年，圣保罗三堡城的人均月收入总额为2,412欧元，其中高级职员为3,776欧元，低于法国平均水平（4,230欧元）；中级职员为2,508欧元，高于法国平均水平（2,411欧元）；普通职员为1,750欧元，高于法国平均水平（1,740欧元）。
2019年，圣保罗三堡城境内的贫困率为13%，青壮年（15至64岁）失业率为14.2%；当地53.1%的家庭拥有纳税资格，平均纳税3,363欧元，低于法国平均水平（3,910欧元）。

## 社会事务

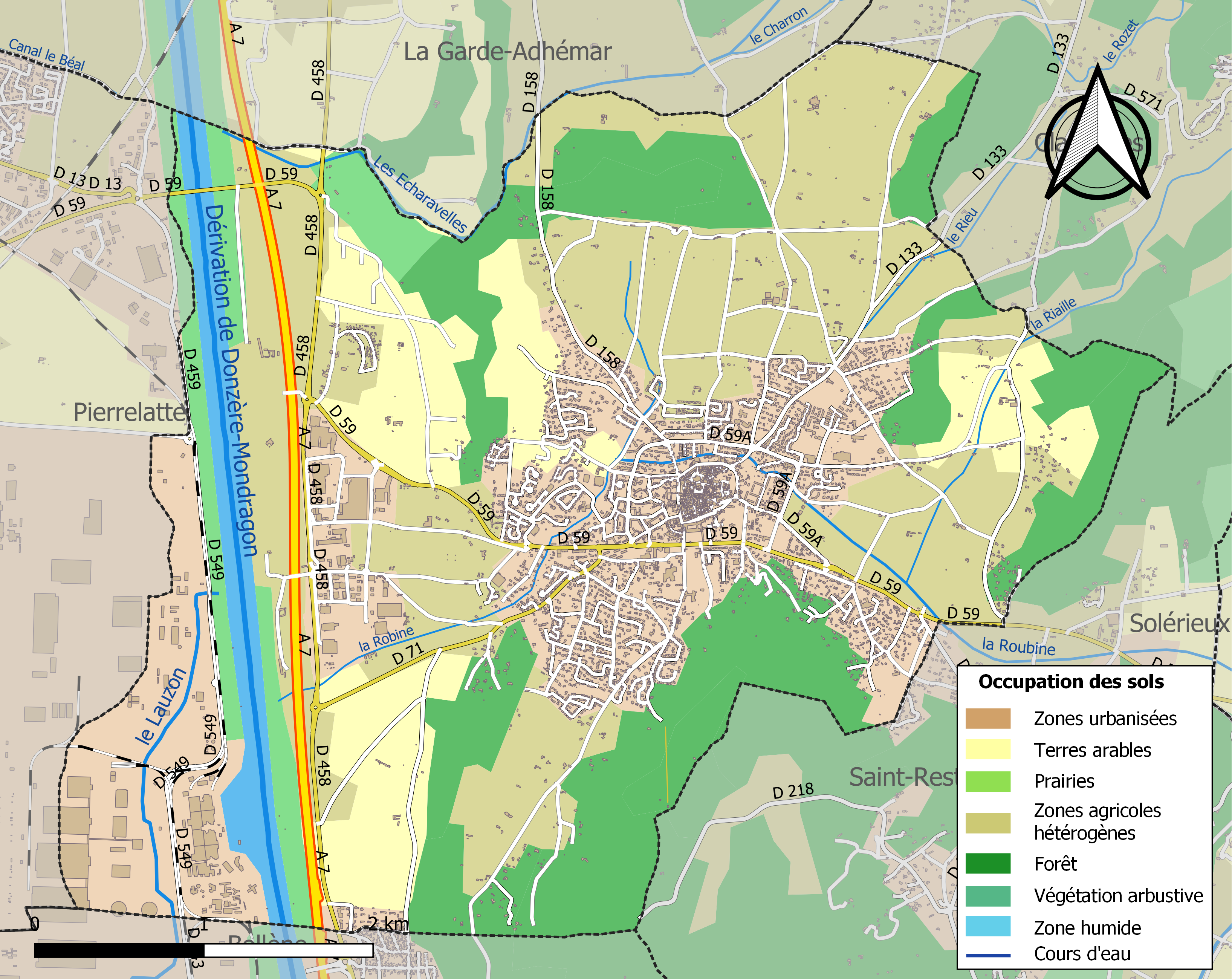
圣保罗三堡城土地利用情况地图

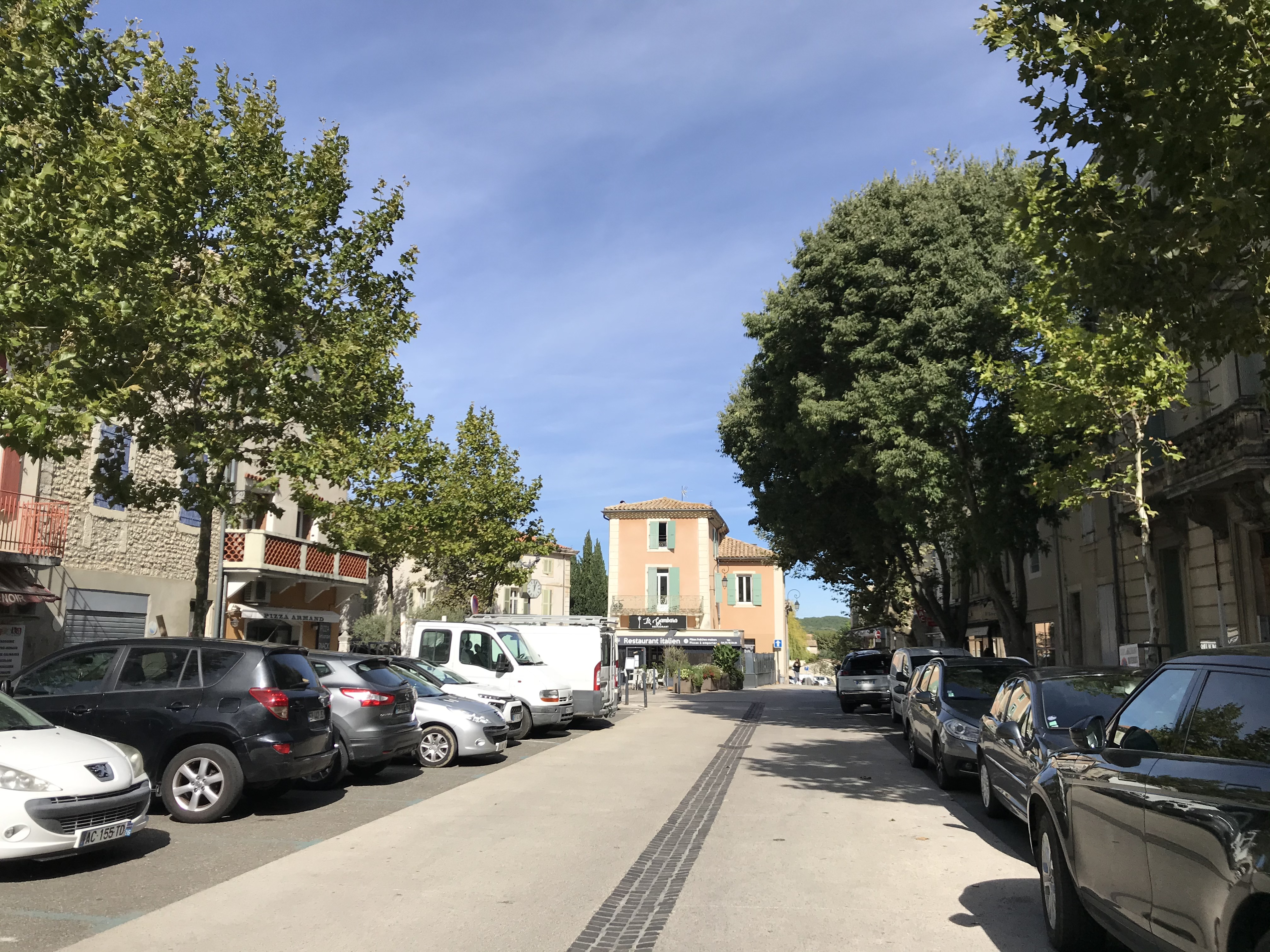
镇中心的自由广场

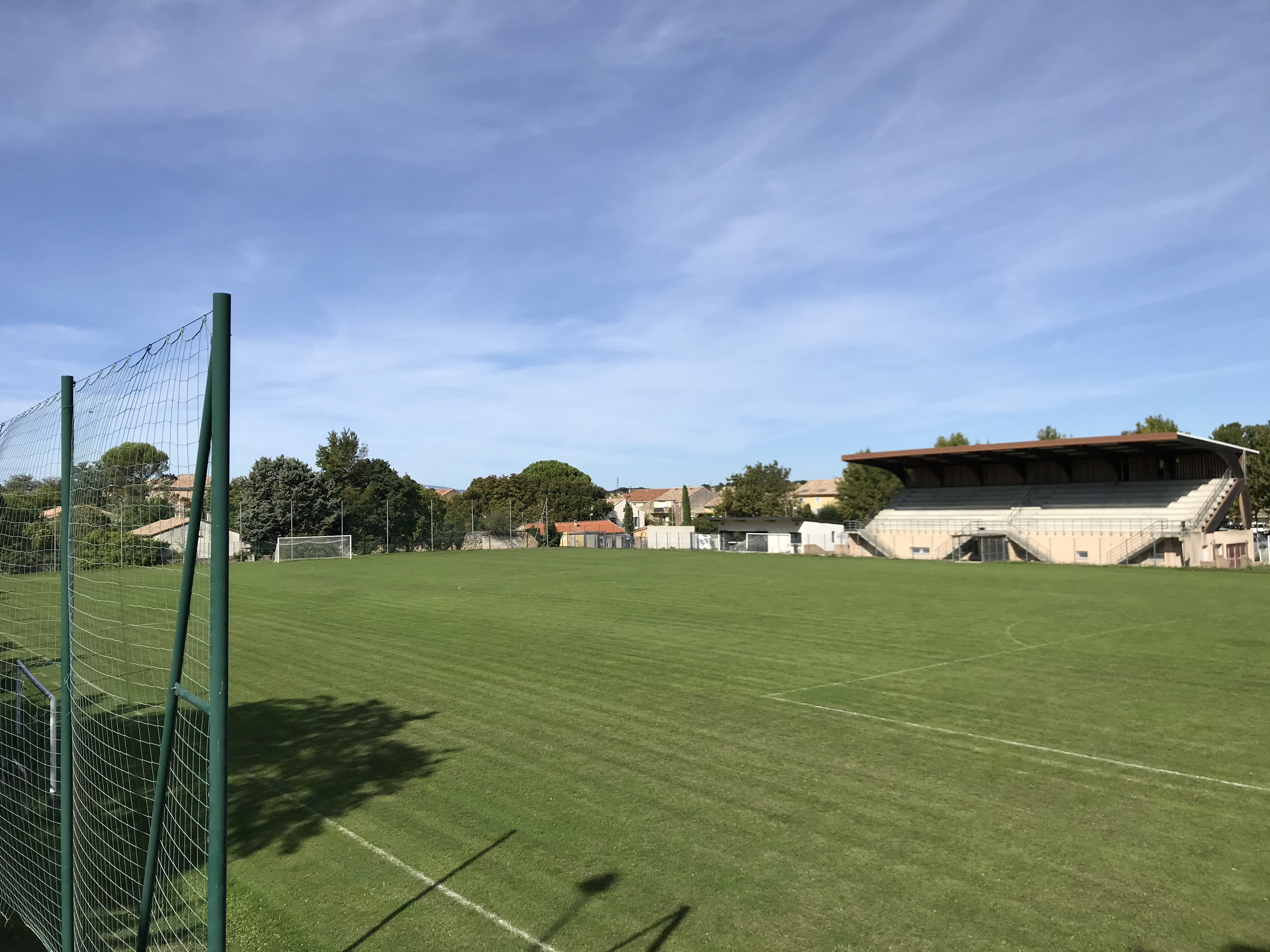
一处足球场

### 教育
圣保罗三堡城属于格勒诺布尔学区。截至2021年1月1日，圣保罗三堡城境内共有3所幼儿园、4所小学、1所初级中学和1所农业高中。2021至2022学年度，圣保罗三堡城境内共有在校中等教育阶段学生619名。

### 医疗
截至2021年1月1日，圣保罗三堡城境内共有全科医生8名、保健师14名、牙医8名、护士19名和助产士1名。境内共有药房2家、残疾人帮扶中心1家。
距离圣保罗三堡城最近的区域性医疗机构为圣昂代奥勒堡-维维耶市际中心医院（Hôpital Intercommunal Bourg St Andéol-Viviers），其主病区位于圣昂代奥勒堡，距离圣保罗三堡城市区的正常车程大约17分钟，该院设有床位131个，是当地规模最大的公立综合性医院。

### 住房
2019年，圣保罗三堡城境内共有各类住房4,437套，其中67.0%为独立式居民区，32.7%为集中式居民区。常住房屋占圣保罗三堡城市镇范围内居民建筑总量的86.0%。
在住房保障政策方面，2021年，圣保罗三堡城境内共有660户家庭获得了住房经济补助，受益人数占总人口数量的7.6%，其中617份为房租补助。

### 商业
2021年，圣保罗三堡城境内共有各类实体商铺190家，其中餐厅27家、大型超市2家、杂货店3家、面包房8家、肉铺1家、书店3家、装饰品店2家、银行门店6家、美容美发店18家、汽车维修店10家。市区西部建有Intermarché和Lidl等综合商场。

### 体育
2021年，圣保罗三堡城境内共有2家游泳池、3间体育馆、6处网球场、4处足球或橄榄球场以及3处篮球或排球场。
截至2023年6月，特里卡斯坦足球俱乐部（Football Club Tricastin，编号504293）是圣保罗三堡城境内唯一的一家注册足球俱乐部，该足球队成立于1930年，其主队2022至2023赛季参加德龙省足球联赛丙组（法国第十一级别），其主场为市政球场（Stade Municipal）。
特里卡斯坦橄榄球俱乐部是当地的一家地方橄榄球俱乐部，成立于1962年，2023至2024赛季参加奥弗涅-罗讷-阿尔卑斯大区橄榄球联赛，其注册地址位于皮埃尔拉特，主场为位于圣保罗三堡城的乔治·佩里奥球场（Stade Georges Pérriod）。

### 环境
圣保罗三堡城的环境事务由其所属的德龙南普罗旺斯市镇公共社区联合各级政府协调负责。2021年，圣保罗三堡城境内共有3家污染企业。

### 治安
2021年，圣保罗三堡城市镇范围内有1处宪兵队。
圣保罗三堡城及其附近的共56个市镇是皮埃尔拉特国家宪兵队（zone gendarmerie de Pierrelatte）的管辖范围。2020年，该宪兵队累计记录各类案件2,633起，其中盗窃类案件1,428起，经济类案件330起，毒品交易类案件182起。

## 文化
2021年，圣保罗三堡城境内共有1家电影院和1家博物馆。圣保罗三堡城市政府提供多媒体中心，每周二至六向公众开放。

### 建筑
圣保罗三堡城境内有多处历史建筑，其中圣母大教堂、市政厅等为法国国家文物保护单位。

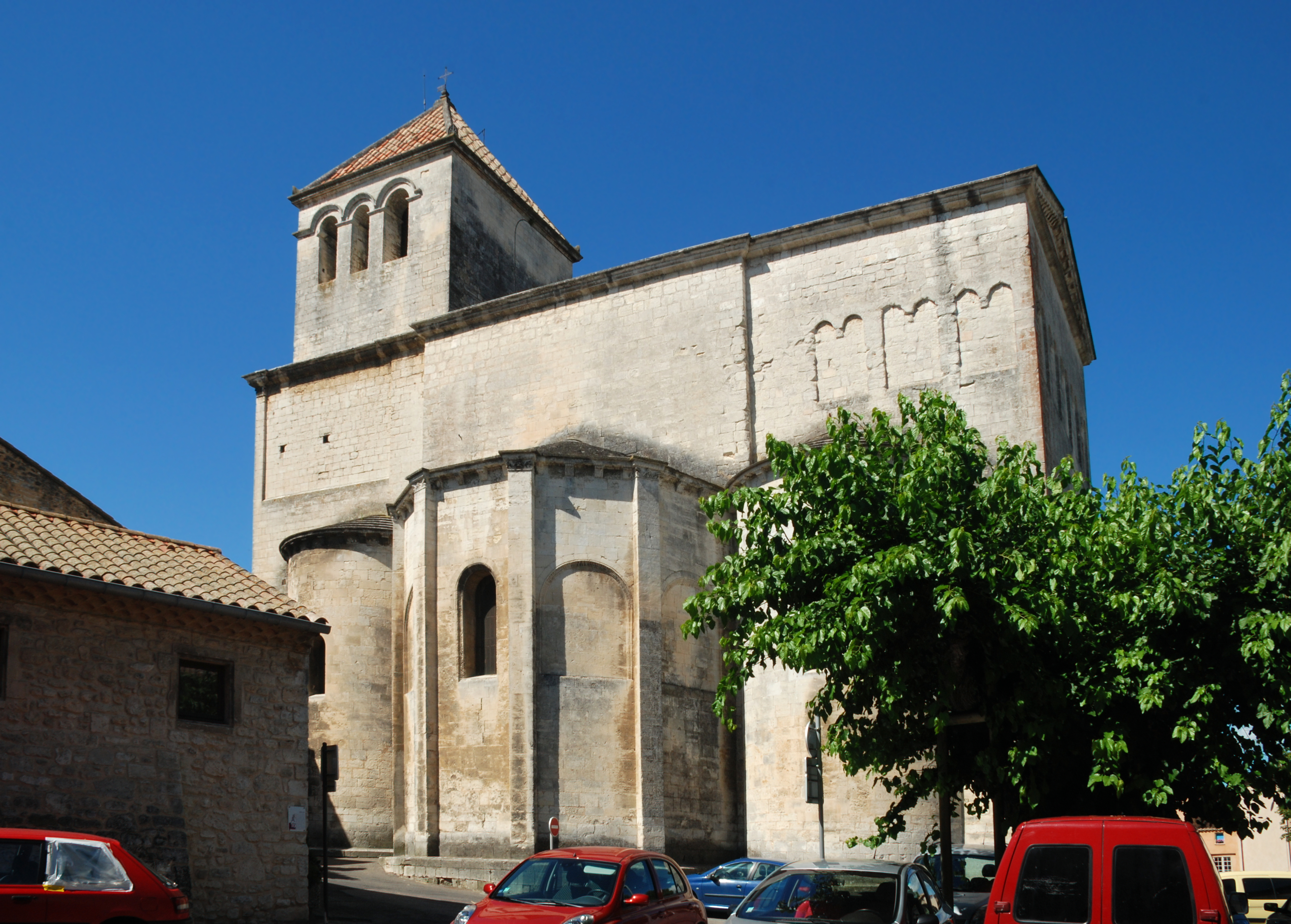
圣母大教堂（法语：Cathédrale Notre-Dame de Saint-Paul-Trois-Châteaux）
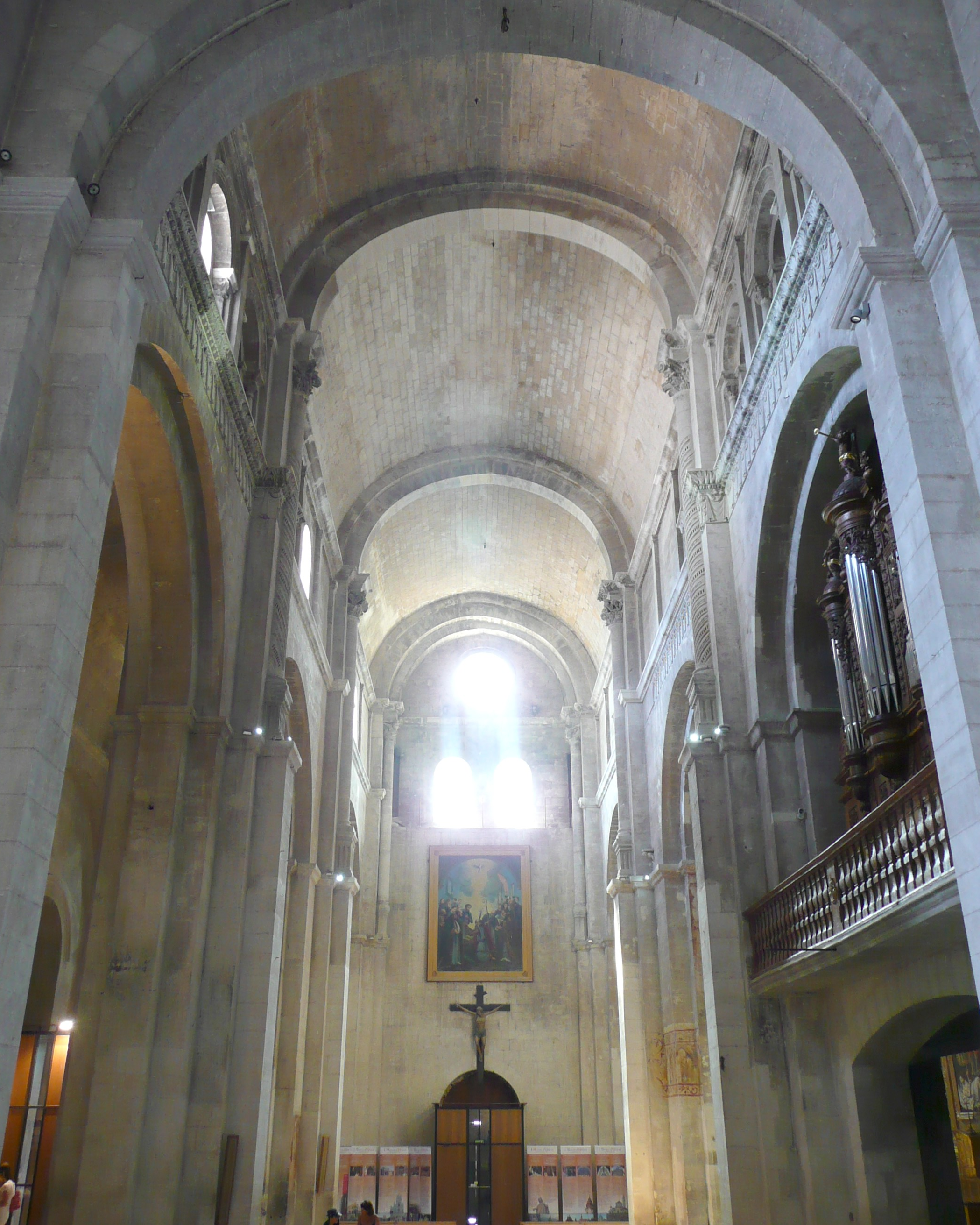
教堂大厅
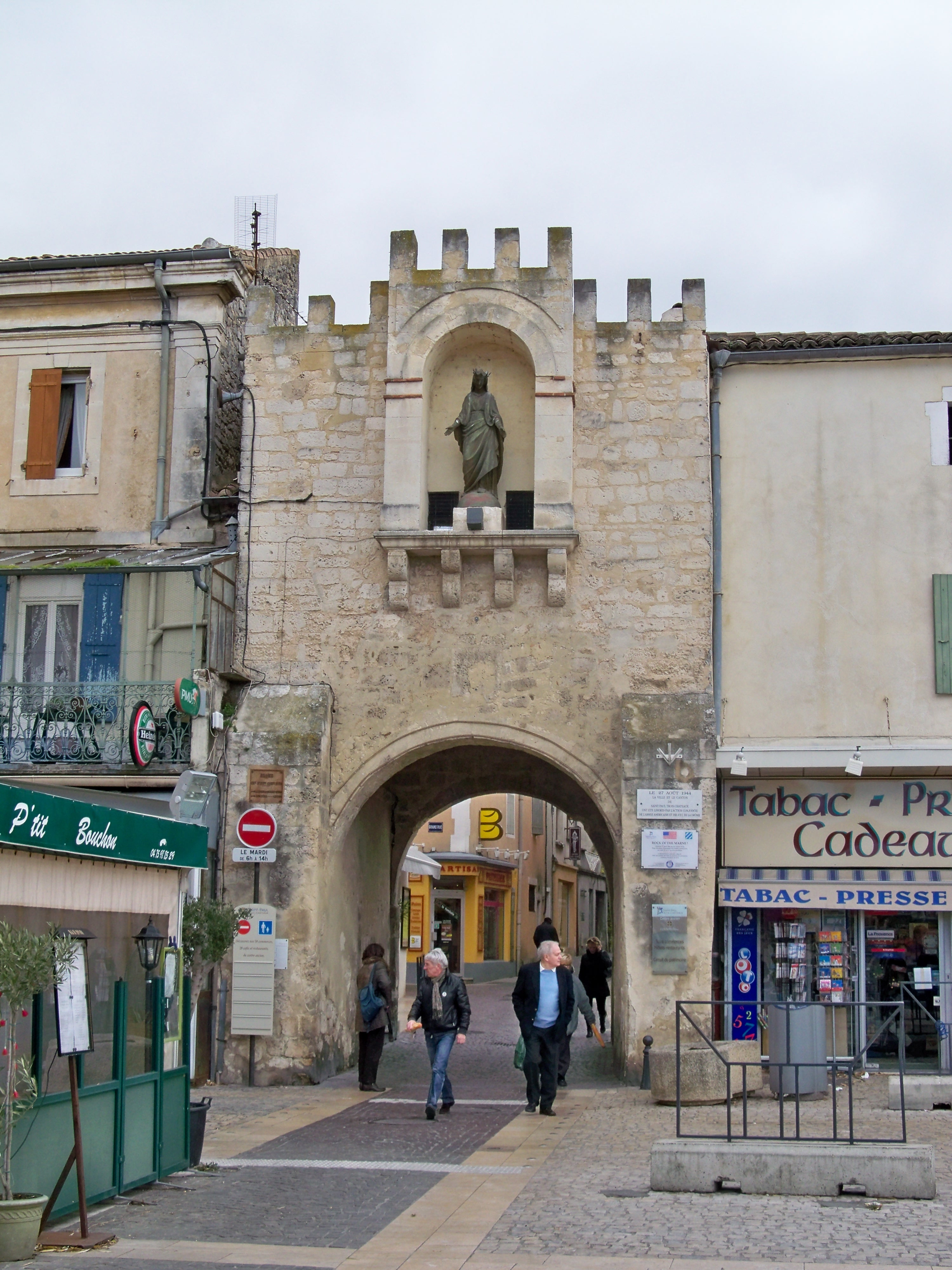
圣母门
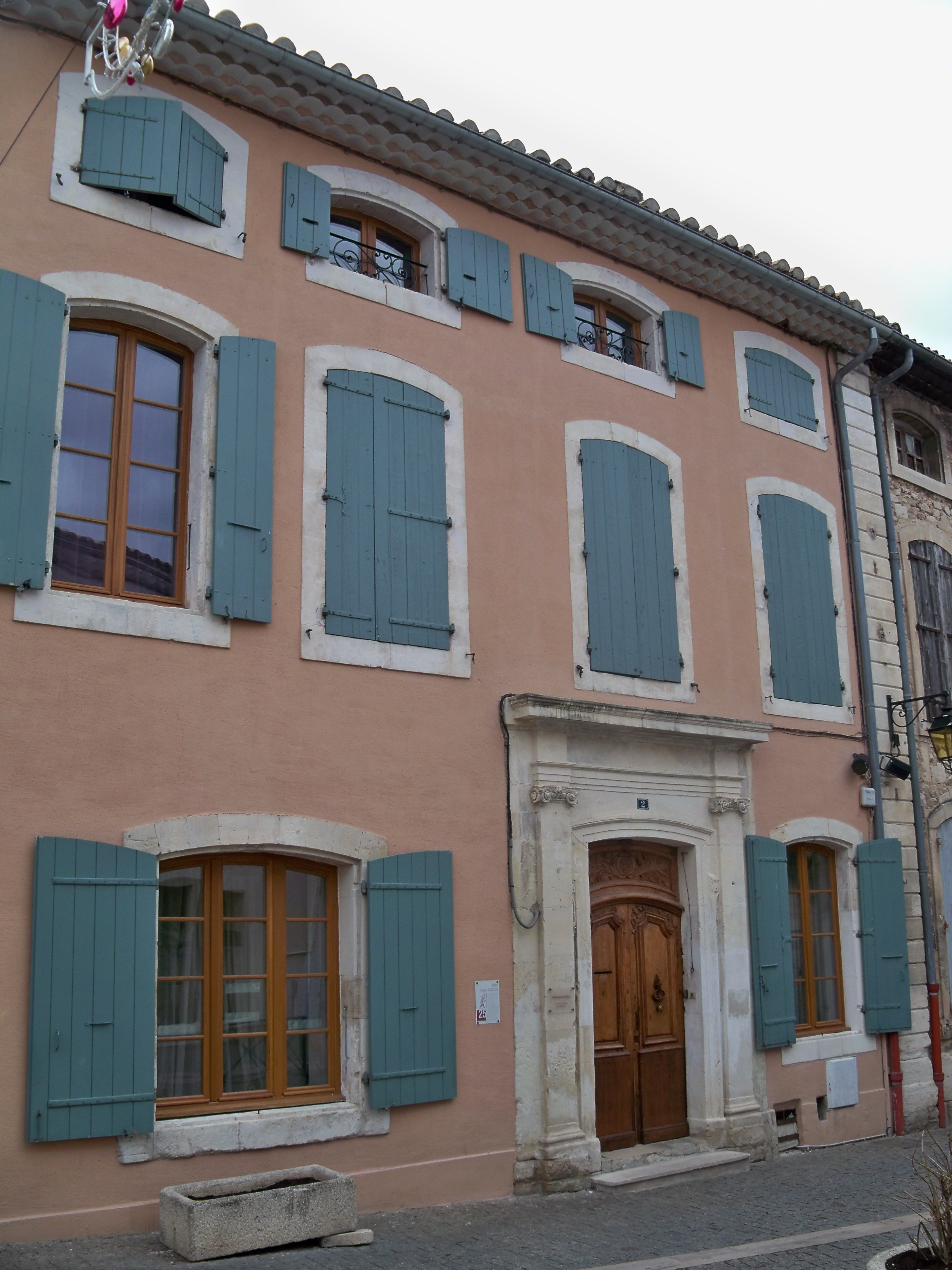
帕扬宫
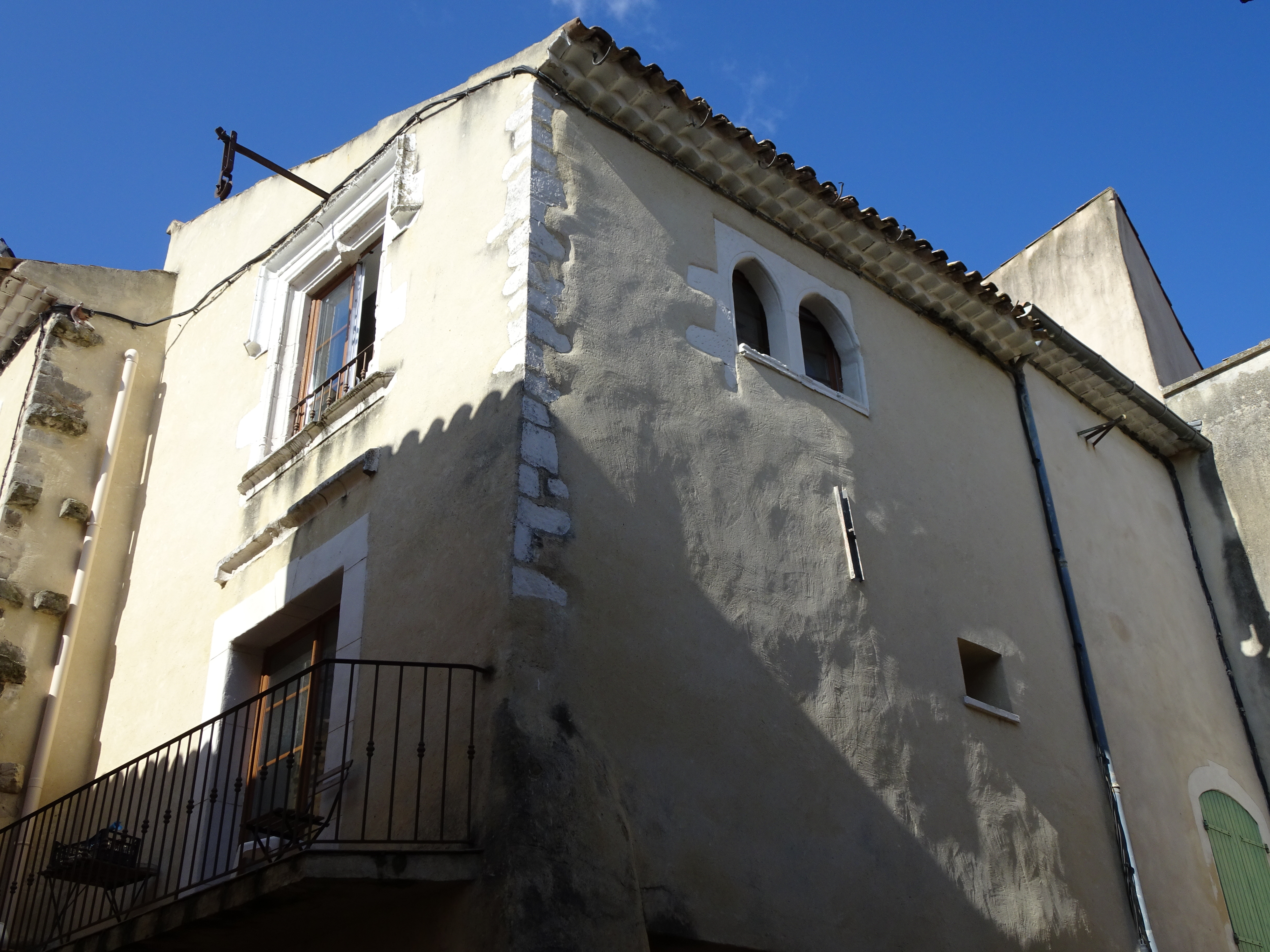
犹太塔
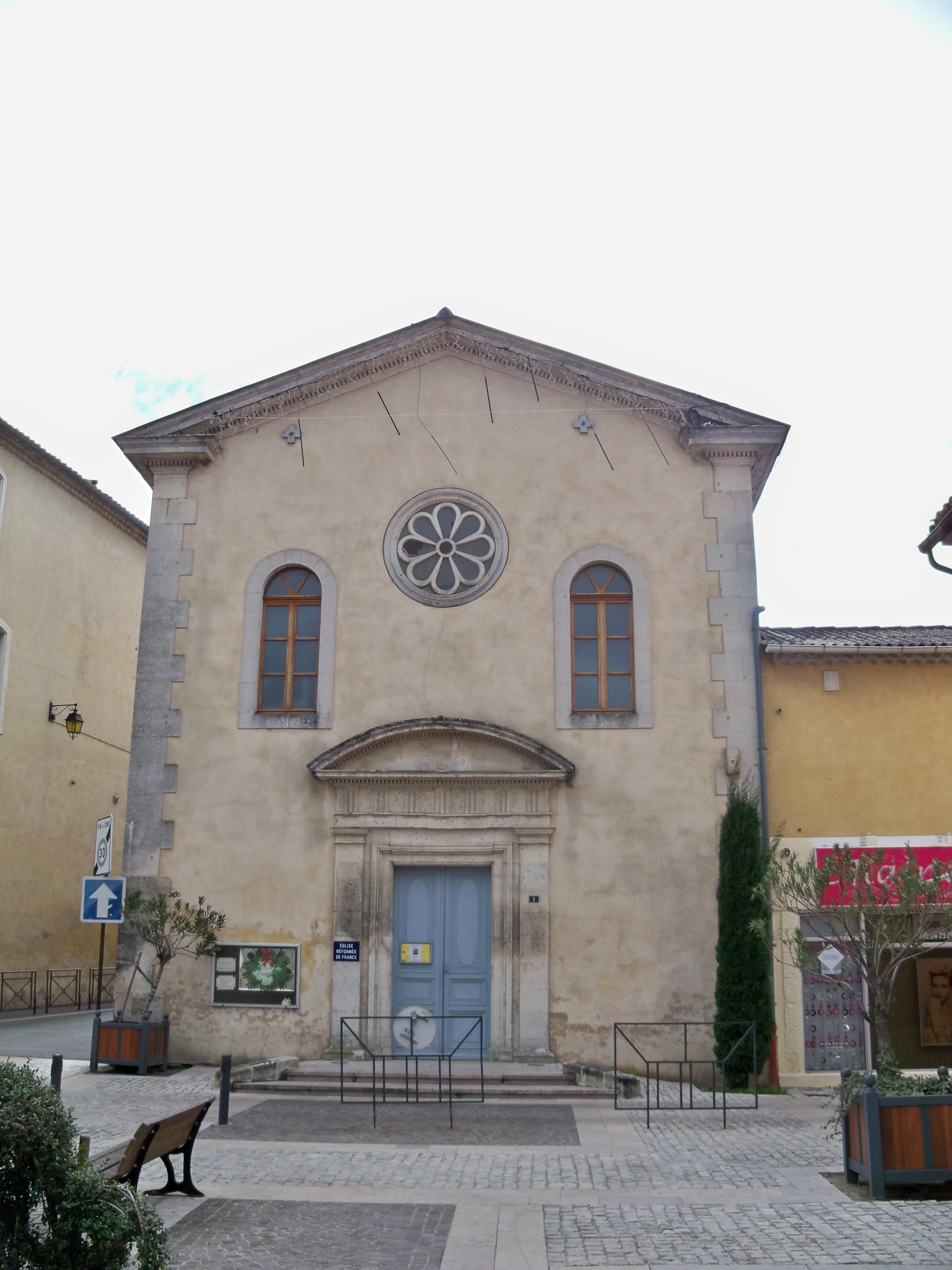
新教教堂
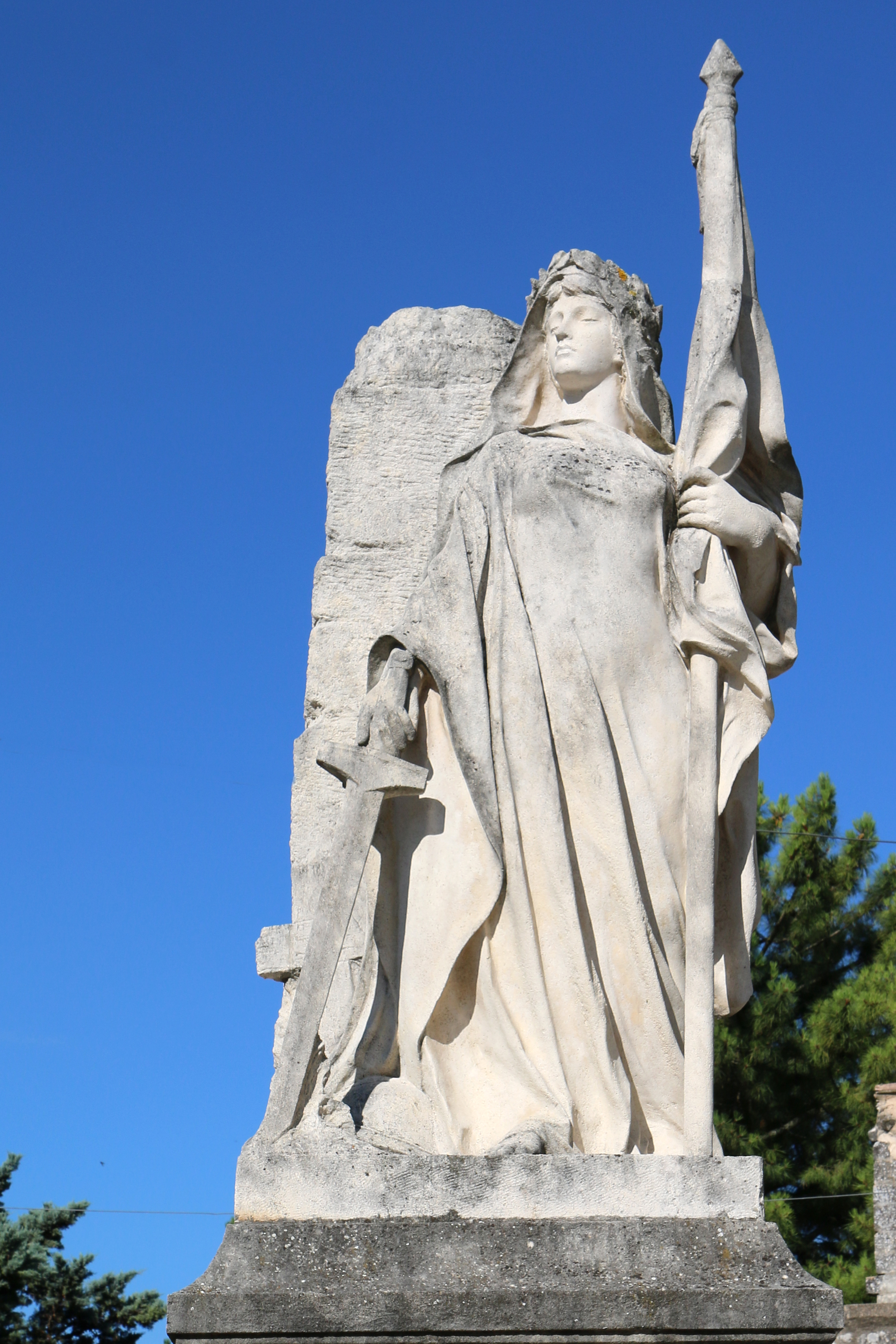
烈士纪念碑
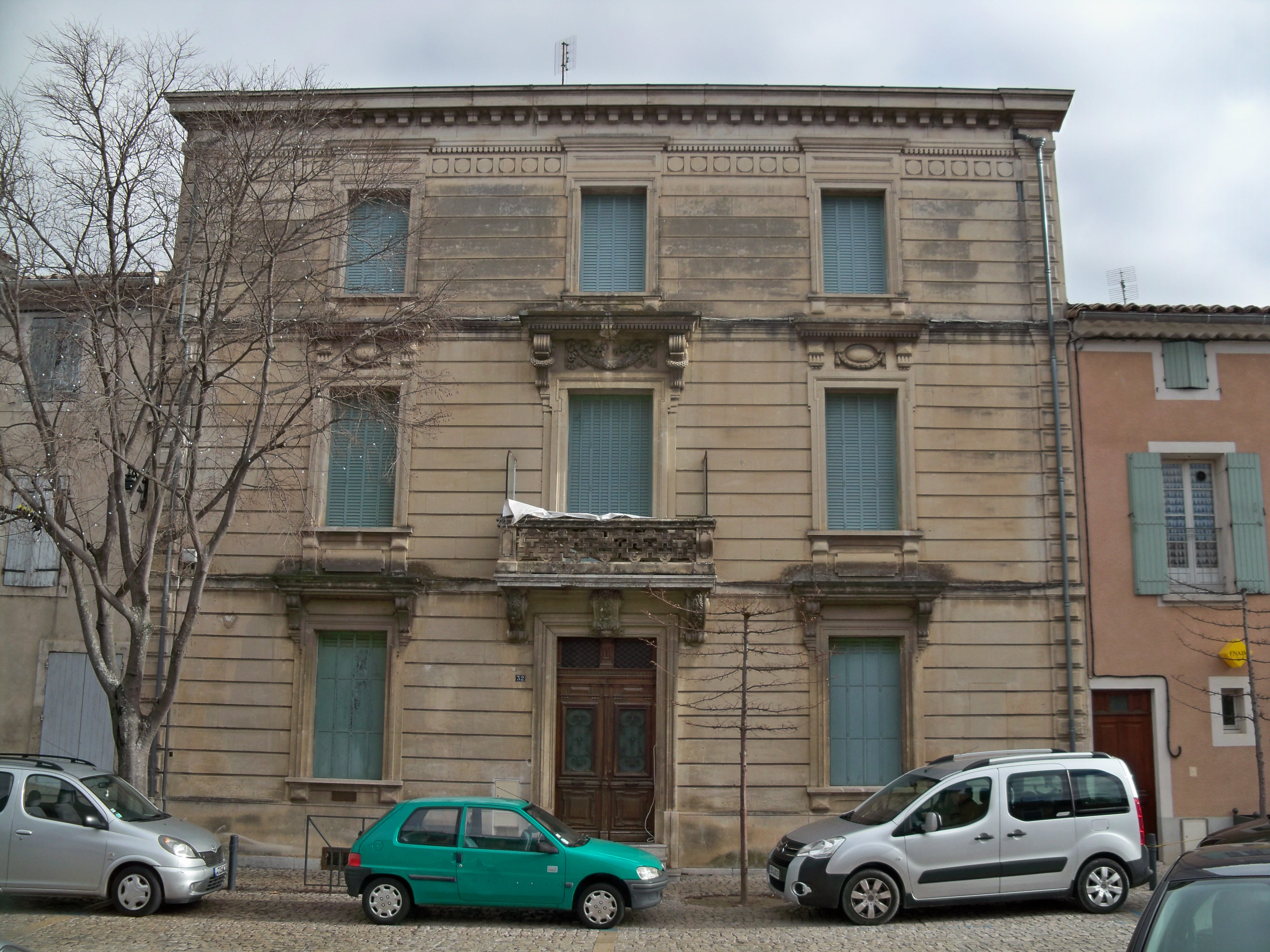
传统民居

### 旅游
圣保罗三堡城的旅游事务由其所属的德龙南普罗旺斯市镇公共社区负责。2022年，圣保罗三堡城境内共有2家酒店共计58间房间；另有1个露营地，可容纳共49辆露营车。

### 媒体
法国主要的媒体均可在圣保罗三堡城接收，法国电视三台下属的奥弗涅-罗讷-阿尔卑斯大区频道在部分时段播出圣保罗三堡城所在德龙省的地方新闻。《自由多菲内报》、《德龙周刊》、蓝色法兰西德龙-阿尔代什广播等为当地的主要地方性媒体。

## 友好城市
截至2023年6月，圣保罗三堡城共与两座城市互为友好城市关系：
- 德国 埃尔特曼
- 義大利 特雷卡泰